# Corte europea dei diritti dell'uomo
La Corte europea dei diritti dell'uomo (abbreviata in CEDU o Corte EDU) è un organo giurisdizionale internazionale, istituita nel 1959 dalla Convenzione europea per la salvaguardia dei diritti dell'uomo e delle libertà fondamentali (CEDU) del 1950, per assicurarne l'applicazione e il rispetto. Vi aderiscono quindi tutti i 46 membri del Consiglio d'Europa. Ha sede a Strasburgo, in Francia.
Non è un organo dell'Unione europea, a differenza della Corte di giustizia dell'Unione europea con sede in Lussemburgo.

## Storia
Se, nel sistema originario del Trattato istitutivo del Consiglio d'Europa, il raggiungimento delle sue finalità era affidato al Comitato dei ministri e all'Assemblea parlamentare, "la Convenzione (adottata nel 1950 ed entrata in vigore nel 1953) e la Corte europea dei diritti dell'uomo (entrata in funzione nel 1959) ne sono divenuti progressivamente il cuore palpitante, con l'affermazione solenne di un catalogo di diritti umani accompagnata alla volontaria sottomissione dei Paesi membri alla giurisdizione di una Corte europea: accessibile da chiunque si affermi vittima di una violazione di tali diritti a opera delle autorità nazionali, essa può constatare la sussistenza di una violazione, condannare lo Stato, spingerlo a mettere in atto tutte le misure necessarie per evitare nuove violazioni in futuro".
Da quando nel 1998 il Protocollo n. 11 ha abolito l'organo designato dagli Esecutivi degli Stati membri per effettuare un previo vaglio di ammissibilità dei ricorsi (la "Commissione per i diritti umani" del Consiglio d'Europa), la Corte - che aveva iniziato i suoi lavori il 21 gennaio 1959 con un numero assai basso di ricorsi - "si è pronunciata su oltre 800.000 domande, e circa 21.000 sentenze stricto sensu sono state depositate" nel ventennio successivo.
Il Protocollo n. 14 ha ulteriormente snellito le procedure che portano alle inammissibilità, soprattutto "dove è previsto che la nozione di «giurisprudenza consolidata» (...) si applica «ai casi ripetitivi» e si stabilisce che questi ultimi sono quelli in cui esiste una «giurisprudenza che è stata costantemente applicata da una camera». (...) La concreta possibilità di ricorrere a tale nozione ampliata di giurisprudenza consolidata si fonda sulla circostanza che la Corte di Strasburgo ha ormai emesso più di 20.000 sentenze e si è ripetutamente pronunciata sulle medesime questioni, le quali, pur non dando adito a casi seriali –essendo le fattispecie concrete parzialmente diverse –, comportano l'applicazione di principi generali ormai consolidati".
Per la prima volta dalla sua istituzione, il 16 marzo 2020, l'edificio della Corte è stato chiuso al pubblico a seguito della pandemia da COVID-19. La Corte ha sospeso per un mese le proprie attività, riservandosi la possibilità di discutere i casi prioritari e di esaminare le richieste urgenti di provvedimenti provvisori.

## Funzioni

### Funzione contenziosa

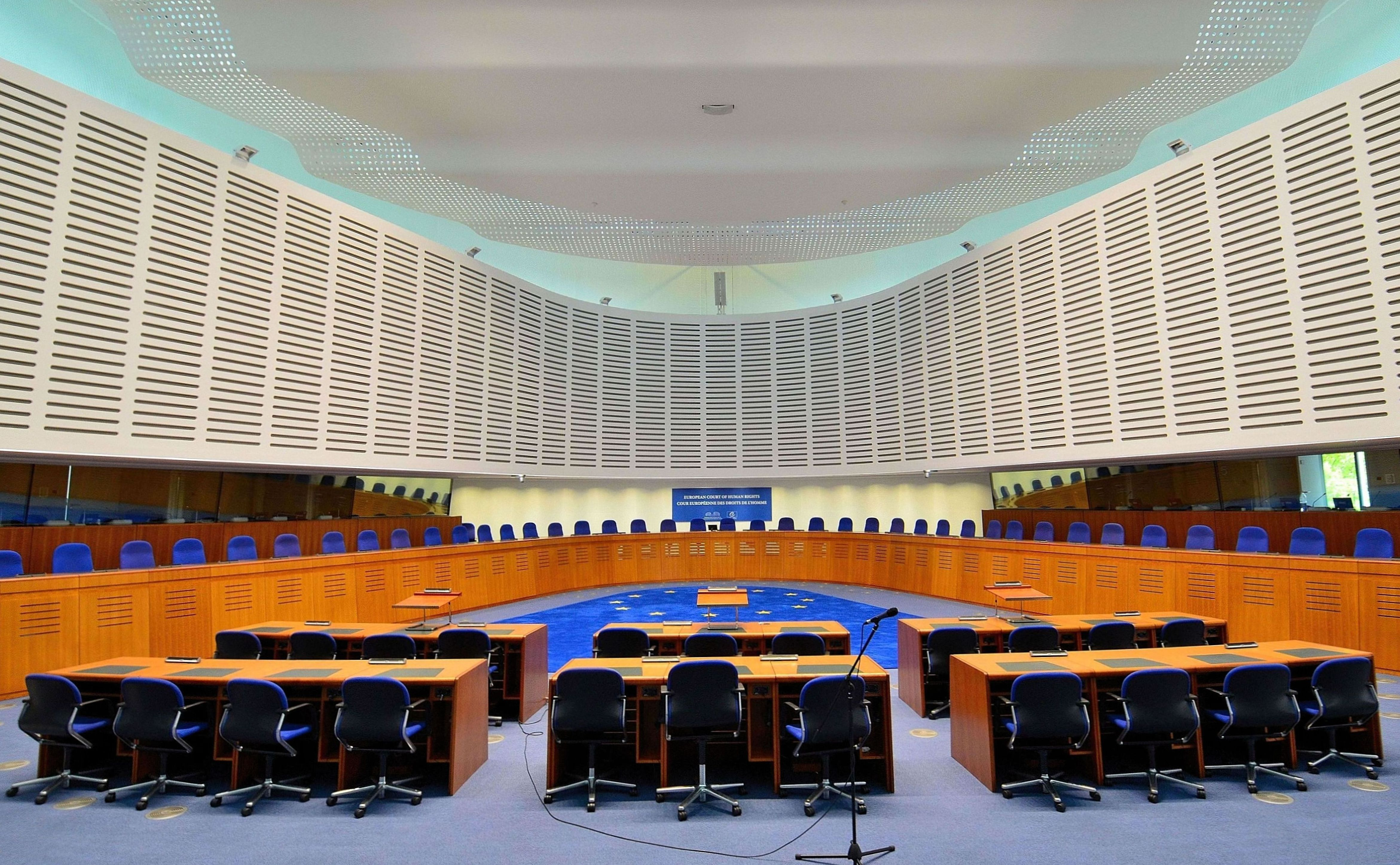
Aula della Corte europea dei diritti dell'uomo

La Corte può conoscere sia ricorsi individuali sia ricorsi da parte degli Stati contraenti in cui si lamenti la violazione di una delle disposizioni della Convenzione o dei suoi protocolli addizionali. Essa svolge tuttavia una funzione sussidiaria rispetto agli organi giudiziari nazionali, in quanto le domande sono ammissibili solo una volta esaurite le vie di ricorso interne (regola del previo esaurimento dei ricorsi interni), secondo quanto prevede la stessa convenzione nonché le norme di diritto internazionale generalmente riconosciute.
L'ammissibilità dei ricorsi interstatali è decisa da una delle Camere, mentre l'ammissibilità dei ricorsi individuali è decisa da un Comitato (una procedura di snellimento del lavoro della Corte che si basa quasi esclusivamente su ricorsi individuali, dato che solo tre volte ha risolto ricorsi interstatali).
Se il ricorso, individuale o statale, è dichiarato ammissibile la questione viene sottoposta, ordinariamente, al giudizio di una Camera e in ogni caso si cercherà di raggiungere una risoluzione amichevole della controversia.
Se la questione non si risolve amichevolmente, la Camera competente emetterà una sentenza motivata nella quale, in caso di accoglimento della domanda, potrà indicare l'entità del danno sofferto dalla parte ricorrente e prevedere un'equa riparazione, di natura risarcitoria o di qualsiasi altra natura.
Le sentenze della Corte sono impugnabili, in situazioni eccezionali, davanti alla Grande Camera entro un termine di tre mesi, decorso il quale sono considerate definitive. Le sentenze sono pubblicate.
Gli Stati firmatari della Convenzione si sono impegnati a dare esecuzione alle decisioni della Corte europea. Il controllo sull'adempimento di tale obbligo è rimesso al Comitato dei ministri del Consiglio d'Europa.
Quando la Corte europea dei diritti dell’uomo (CEDU) accerta la violazione dei diritti umani, può prendere diversi provvedimenti tra i quali: Dichiarare la violazione della Convenzione europea dei diritti dell’uomo (CEDU) e dei suoi protocolli aggiuntivi; Ordinare la cessazione di tale violazione; Rimborso delle spese legali. La Corte può condannare lo Stato convenuto a rimborsare le spese legali sostenute dal ricorrente per la presentazione del ricorso; Equa soddisfazione; e Sentenze pilota.

### Funzione consultiva
La Corte può emettere pareri consultivi, a richiesta del Comitato di ministri, su questioni giuridiche riguardanti la interpretazione della Convenzione e i suoi protocolli addizionali. Con l'entrata in vigore del Protocollo n. 16, poi, un "nuovo strumento permette alle corti superiori designate dagli Stati ratificanti di richiedere, in casi concreti dinanzi a loro pendenti, il parere della Corte sull'interpretazione e l'applicazione della Convenzione": il primo caso ha avuto risposta col parere alla Corte di cassazione francese sulla questione della surrogazione di maternità.

## Componenti e organi

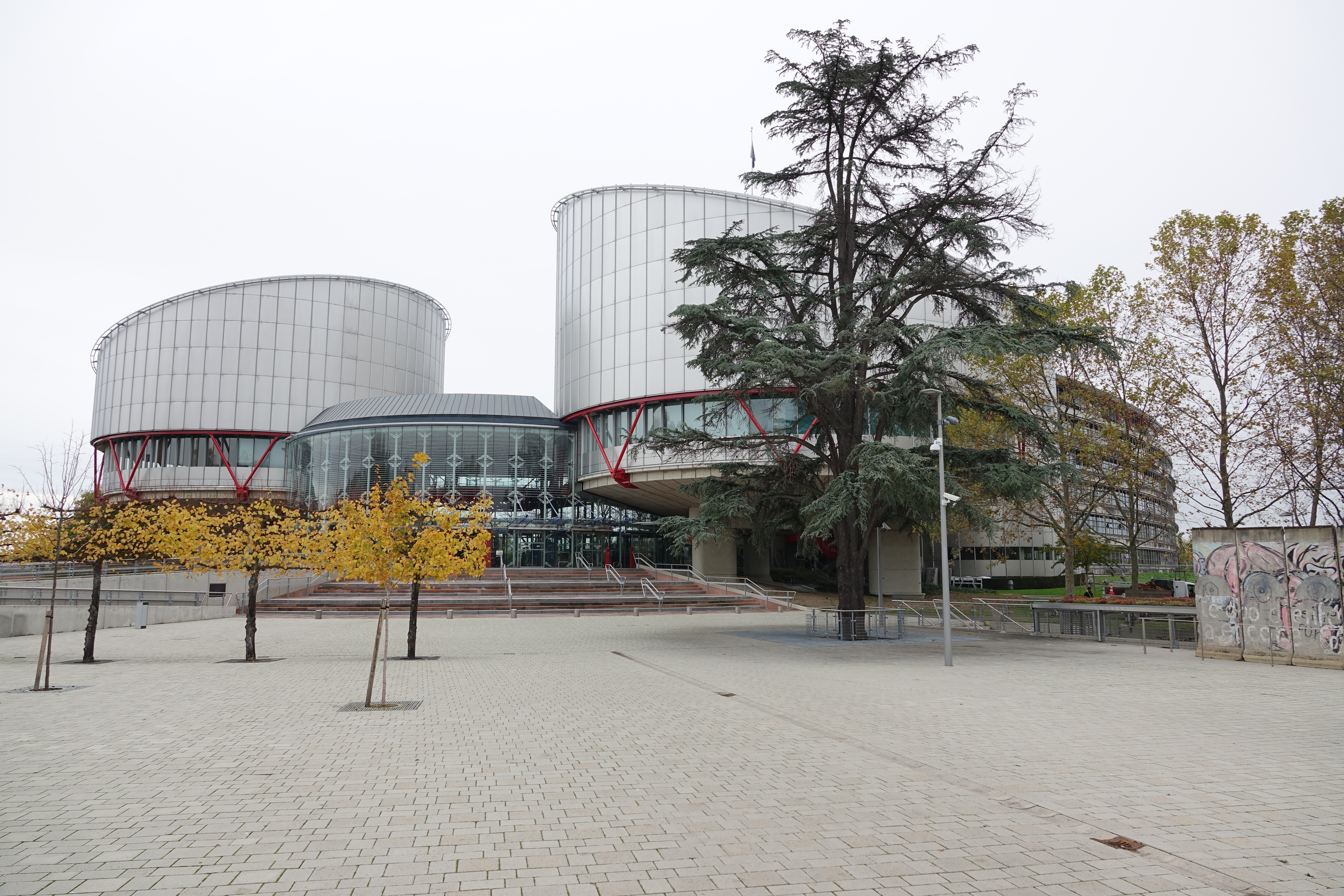
Sede della Corte europea dei diritti dell'uomo

La Corte è formata da tanti giudici quanti sono gli Stati Parte della Convenzione europea dei diritti dell'uomo, eletti dall'Assemblea parlamentare del Consiglio d'Europa tra i tre candidati proposti da ogni Stato per un mandato di nove anni non rinnovabile (XIV Protocollo è entrato in vigore il 1º giugno 2010). I giudici eleggono tra loro un presidente e due vicepresidenti, con mandato triennale e rieleggibili.
La Corte si divide in cinque sezioni, composte tenendo conto dell'equilibrio geografico e dei sistemi giuridici degli Stati componenti.
All'interno di ogni sezione sono formati, per un periodo di dodici mesi, dei comitati formati da tre giudici, che hanno il compito di esaminare in via preliminare le questioni sottoposte alla Corte.
Con l'introduzione del protocollo n. 14, art. 27 viene istituita la figura di un "giudice unico", il quale può dichiarare irricevibile e cancellare dal ruolo un ricorso in base all'art. 34 della CEDU (ricorsi individuali) quando la decisione può essere adottata senza ulteriore esame; la decisione del Giudice unico è definitiva. La modifica introdotta con questo articolo ha lo scopo di snellire le procedure (in precedenza anche un ricorso manifestamente infondato doveva essere sottoposto al Comitato dei tre giudici, il solo a poter decidere sulla ricevibilità). Se il giudice unico non ritiene di respingere il ricorso, lo trasmette al comitato.
All'interno di ciascuna sezione vengono, inoltre, formate delle camere composte da sette giudici. Queste risolvono in via ordinaria i casi presentati davanti alla Corte.
Ad esaminare i casi più complessi c'è, infine, la Grande Camera, formata dal Presidente della Corte, dai Vicepresidenti e da altri quattordici giudici, per un totale di diciassette membri.

## Rapporti con l'Unione europea
Tutti gli stati che compongono l'UE sono anche membri del Consiglio d'Europa e hanno sottoscritto la Convenzione, ma la Corte di giustizia dell'Unione europea (CGUE) è un organo distinto dalla Corte europea dei diritti dell'uomo. Per questo, le sentenze dei due organi a priori potrebbero essere contraddittorie; per evitare ciò, la Corte di giustizia fa riferimento alle sentenze della Corte dei diritti dell'uomo e tratta la Convenzione sui diritti dell'uomo come se fosse parte del sistema giuridico dell'UE.
Corte di Giustizia Europea, Corte dei Diritti dell'Uomo e Corte Costituzionale dello Stato membro devono essere considerati l'organo giurisdizionale di vertice per tre sistemi giuridici indipendenti: sistema UE, sistema CEDU, sistema costituzionale nazionale.
Il principio della preferenza comunitaria si applica solo alle sentenze della Corte di Giustizia, che rappresenta il diritto dell'Unione Europea, rispetto alle leggi degli Stati membri. Di contro, le sentenze della Corte dei Diritti dell'Uomo in contrasto con le leggi di uno Stato membro, non sono immediatamente esecutive: ossia non consentono di richiedere la disapplicazione delle norme nazionali nel caso specifico oggetto di ricorso, e devono attendere l'intervento della Corte Costituzionale nazionale sulle norme censurate dalla CEDU.
Finora, anche se tutti i suoi membri hanno aderito alla Convenzione, l'UE di per sé non l'ha fatto perché non aveva competenza per farlo. Tuttavia, l'articolo 6 del trattato di Maastricht impone a tutte le istituzioni dell'UE di rispettare la Convenzione. In seguito all'entrata in vigore del trattato di Lisbona (1º dicembre 2009) si prevede che l'UE sottoscriverà la Convenzione. In questo modo la Corte di giustizia sarebbe tenuta al rispetto delle sentenze della Corte dei diritti dell'uomo, e sarebbe risolto il problema del possibile conflitto fra le due corti. Tuttavia, con il parere 2/13 del 18 dicembre 2014 la Corte di Giustizia si è espressa negativamente circa il progetto d'accordo d'adesione dell'UE alla Convenzione presentatole nel 2013.

## Giurisprudenza sull'Italia

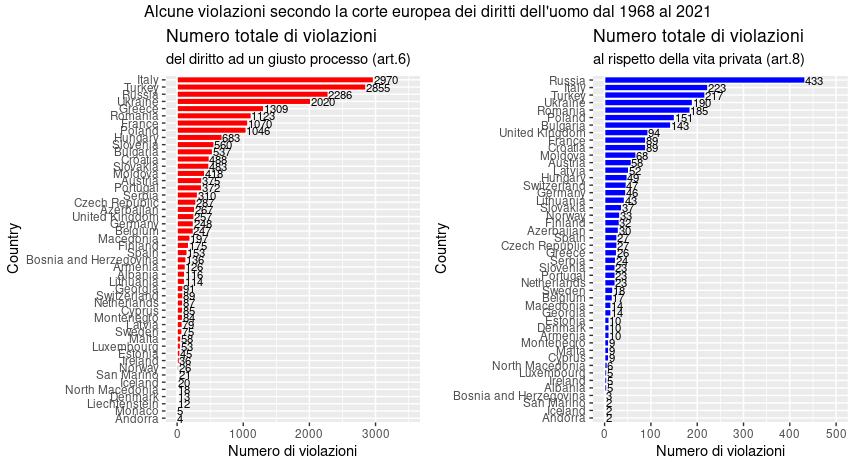
Fonte:

Nel 2011 "i procedimenti pendenti dinanzi alla Corte Edu erano oltre 150.000; tra questi, oltre 14.000 erano contro l'Italia". I regolamenti amichevoli offerti dal Governo italiano, utilizzando gli elenchi dei ricorsi ripetitivi pendenti con i dati rilevanti predisposti dalla Cancelleria della Corte Edu, produssero "la cancellazione dal ruolo di oltre 6.000 ricorsi nell'arco di tre anni (dal 2014 al 2016)"; con la legge 11 agosto 2014, n. 117, poi, "si aveva la definitiva configurazione del rimedio interno preventivo e compensatorio" in tema di sovraffollamento carcerario": in totale, "nel 2017, sono stati definiti 4.600 ricorsi contro l'Italia corrispondenti all'8% dell'arretrato totale della Corte".
Resta il fatto che alcune delle pronunce qualitativamente più importanti della Corte hanno riguardato casi italiani, come si evidenzia a seguire.

### I casi Scoppola e Previti
Nelle sentenze sui casi Scoppola e Previti la Corte europea dei diritti dell'uomo ha affermato che “a causa del carattere generale delle leggi il testo di queste (...) non può presentare una precisione assoluta” posto che si serve di “formule più o meno vaghe la cui interpretazione e applicazione dipendono dalla pratica; pertanto in qualsiasi ordinamento giuridico per quanto chiaro possa essere il testo di una disposizione di legge ivi compresa una disposizione di diritto penale”, esiste inevitabilmente un elemento di interpretazione giudiziaria; del resto è solidamente stabilito nella tradizione giuridica degli Stati parte della Convenzione che la giurisprudenza contribuisce necessariamente all'evoluzione progressiva del diritto penale”.
Pertanto, «il mito del giudice bocca della legge non può coesistere con le dinamiche sociali contemporanee, in quanto lo stesso partecipa strutturalmente al processo formativo del diritto, al fine di rispondere a esigenze di giustizia, alla necessità di colmare le lacune normative e di adeguare la disciplina alla realtà che muta più veloce dei processi legislativi».

### Proibizione della tortura (art. 3)
Nella giurisprudenza della Corte europea vengono in rilievo alcune sentenze volte a tutelare l'art. 3: la sentenza "Soering" e la sentenza "Saadi".
Il caso che riguarda l'Italia è quello affermato nella sentenza Saadi dove la corte dichiara che se fosse avvenuta l'estradizione dall'Italia alla Tunisia si sarebbe violato l'art. 3, secondo il parametro già definito nella precedente giurisprudenza della Corte.
Questo tipo di sentenze vengono definite sentenze inibitorie, perché la corte prescinde da ogni giudizio su un'eventuale violazione dell'art. 6 (il procedimento), sicura - come afferma nel caso "Saadi" - che il Governo si adegui alla sentenza.

### Diritto a libertà e sicurezza (art. 5)
Termini della custodia cautelare: secondo la Corte, devono esistere controlli periodici sulla sussistenza delle ragioni per la detenzione cautelare (possibilità di fuga, inquinamento delle prove, reiterazione del reato, etc), l'attesa del giudizio (nella sua durata ragionevole - massimo 8 mesi) non è sufficiente per giustificare la custodia in carcere. La mancanza di pronta esecuzione dell'ordine di scarcerazione costituisce violazione della Convenzione.
- caso Lavita (2000): un ritardo di 12 ore nella scarcerazione, per mancanza di un addetto notturno, costituisce violazione della Convenzione
- caso Giulia Manzoni: 7 ore di attesa per il ritardo non costituiscono violazione, ma un tempo burocratico giustificabile.

### Diritto a un equo processo (art. 6)

#### Diritto di accesso ad un giudice
Secondo la giurisprudenza della Corte, l'equo processo prevede un processo di fronte ad un giudice indipendente ed imparziale, costituito per legge (in diritto anglosassone tale principio è noto come due process of law);
- i tribunali militari non sono tali, e non sono ammissibili se non in caso di emergenza, e purché comunque rispettino le altre garanzie dell'equo processo;
- non è prevista per la vittima la garanzia sullo svolgimento d'ufficio dell'azione penale, solo il diritto dell'imputato ad un equo processo;
- caso Labita (1998): non ci sono prove degli avvenuti maltrattamenti in carcere, ma le autorità italiane non lo hanno verificato con indagini efficaci (violazione procedurale).

#### Durata ragionevole del processo
L'articolo 6, paragrafo 1, della Convenzione europea per la salvaguardia dei diritti dell'uomo e delle libertà fondamentali, riconosce ad ogni persona il diritto a vedere la sua causa esaminata e decisa entro un lasso di tempo ragionevole, come componente del diritto ad un equo processo.
Nel comma uno riconosce ad ogni persona il diritto a vedere la sua causa esaminata e decisa entro un lasso di tempo ragionevole, come componente del diritto ad un "equo processo". In applicazione di detto diritto, la Corte di Strasburgo ha stabilito anche il principio del ne bis in idem (sentenza Zolotoukhine del 10 febbraio 2009 e sentenza Grande Stevens e altri del 4 marzo 2014). All’origine di questa seconda causa vi sono stati cinque ricorsi (nn. 18640/10, 18647/10, 18663/10, 18668/10 e 18698/10) proposti contro la Repubblica italiana con i quali tre cittadini e due società di tale Stato, i sigg. Franzo Grande Stevens, Gianluigi Gabetti e Virgilio Marrone, nonché Exor S.p.a. e Giovanni Agnelli & C. S.a.s. («i ricorrenti»), hanno adito la Corte il 27 marzo 2010. I ricorrenti vennero rappresentati dagli Avv. Aldo e Giuseppe Bozzi, dei fori rispettivamente di Milano e Roma. Il sig. Grande Stevens è stato rappresentato anche dall’Avv. Natalino Irti, del foro di Roma.
L'accesso ad un giudice è garantito quando dà avvio ad un procedimento che si conclude in tempi ragionevoli.
La giurisprudenza CEDU sull'Italia ha riguardato per il 90% dei casi tale problematica. In seguito ai diversi casi la Corte è giunta ad una giurisprudenza consolidata, con parametri temporali e criteri di valutazione delle circostanze.
Secondo la giurisprudenza della Corte, il tempo della causa si calcola:
- dies a quo: a partire dalla notifica dell'atto di citazione, o dal deposito del ricorso nel procedimento civile, o dalla conoscenza diretta e ufficiale delle accuse per l'imputato nel processo penale;
- dies ad quem: fino alla definitività della sentenza (dopo tre gradi di ricorso o scadenza dei termini per la possibilità di ricorso).

La CEDU ha stabilito che il procedimento si considera di durata irragionevole in ogni caso quando si superano i tre anni per grado di giudizio.
I criteri di valutazione delle circostanze includono:
1. complessità della procedura;
2. comportamento delle parti, non imputabili allo stato;
3. condotta delle autorità nazionali.

La giurisprudenza della CEDU sull'equo processo in Italia ha incluso i seguenti casi:
- Capuano I (1987) e Capuano II (1994): la Corte ha dichiarato l'Italia non in grado di prevenire future violazioni, né di porre fine a quelle in corso
- casi del tribunale di Benevento: la Corte è stata sommersa di ricorsi relativi alla situazione del tribunale di Benevento, dove le tempistiche erano di 4 anni per la prima udienza, seguita da un rinvio d'ufficio di altri 1-2 anni; la Corte ha minacciato l'apertura di una procedura di sospensione dell'Italia dal Consiglio d'Europa, oltre a comminare continue pene di risarcimento (2 miliardi di lire nel solo 2002)

##### Legge Pinto
La legge Pinto (L. 89/2001) nasce come ricorso straordinario in appello qualora un procedimento giudiziario ecceda i termini di durata ragionevole di un processo secondo la Corte europea dei diritti dell'uomo (CEDU), in base all'art. 13 della Convenzione che prevede il diritto ad un ricorso effettivo contro ogni possibile violazione della Convenzione.
In tal modo, si introduce un nuovo ricorso interno, che i ricorrenti devono avviare prima di rivolgersi alla Corte di Strasburgo. Tuttavia le Corti d'appello inizialmente non hanno applicato i parametri della CEDU per la definizione dell'irragionevole durata del processo, ma hanno chiesto ai ricorrenti la dimostrazione dell'aver subito un danno (cosa che, secondo l'art. 6 CEDU, è incluso nel fatto stesso). Tali casi sono stati quindi ri-appellati alla Corte CEDU di Strasburgo per scorretta applicazione della Legge Pinto.
Nel 2004 la Corte di cassazione ha stabilito che i giudici nazionali devono applicare i criteri di Strasburgo nel decidere in casi relativi alla legge Pinto, senza poter richiedere la prova del danno subito dal ricorrente.
La sentenza Brusco della CEDU ha infine statuito che tutti i casi pendenti a Strasburgo dal 2001 (sui quali non sia ancora stato dato un giudizio di ricevibilità da parte della Corte) debbano tornare in Italia per l'appello interno secondo la legge Pinto. La sentenza Brusco è stata criticata per gli alti costi processuali presenti nella procedura interna italiana, ed inesistenti a Strasburgo.

#### Diritti della difesa
- Processo in contumacia: caso Sejdovic[18]

La corte di Strasburgo in tale sentenza rileva una palese violazione dell'art. 6 della convenzione e nel dispositivo della sentenza afferma come "la violazione derivava da un problema strutturale connesso al mal funzionamento della normativa italiana poiché mancava un meccanismo effettivo che permettesse di assicurare al cittadino condannato in sua assenza di ottenere un nuovo processo sul merito delle accuse elevate a suo carico".
- Difesa d'ufficio: caso Artico; lo Stato deve vigilare sul mancato assolvimenti dei doveri difensivi da parte dell'avvocato d'ufficio.
- Testimoni: la Corte attacca la nozione di testimone in senso largo, che include chiunque sia interrogato dalle autorità giudiziarie per accertare un fatto rilevante, incluse le vittime, i correi, i consulenti tecnici. In base al principio di parità delle armi, difesa e accusa devono avere la stessa posizione di fronte ai testimoni, come minima garanzia giudiziaria.
  - caso Ierinò (2005): la Corte rigetta un ricorso per non validità di una testimonianza pre-dibattimentale. Secondo il ricorrente, la difesa non aveva avuto la possibilità di contro-interrogare il testimone. La Corte dichiara il caso manifestamente irricevibile, in quanto non ci sono prove della violazione della Convenzione.
  - Secondo la Corte, la difesa deve avere una adeguata occasione di contro-interrogare i testimoni, ma non c'è violazione della Convenzione se la condanna non è fondata esclusivamente su tale prova testimoniale.

### Diritto al rispetto della vita privata e familiare (art. 8)
- Tutela dei minori, affido dei minori e allontanamento forzato
- Libertà d'espressione ed esternazioni dei magistrati ai mezzi di comunicazione.

## Giudici
Lista dei giudici in ordine di precedenza, aggiornata all'8 marzo 2021.
| Giudice                               | Paese di origine     |
| ------------------------------------- | -------------------- |
| Róbert Spanó, Presidente              | Islanda              |
| Jon Fridrik Kjølbro, Vicepresidente   | Danimarca            |
| Ksenija Turković, Vicepresidente      | Croazia              |
| Paul Lemmens, Presidente di sezione   | Belgio               |
| Síofra O'Leary, Presidente di sezione | Irlanda              |
| Yonko Grozev, Presidente di sezione   | Bulgaria             |
| Hanna Judkivs'ka                      | Ucraina              |
| Aleš Pejchal                          | Repubblica Ceca      |
| Krzysztof Wojtyczek                   | Polonia              |
| Valeriu Grițco                        | Moldavia             |
| Faris Vehabović                       | Bosnia ed Erzegovina |
| Dmitrij Dedov                         | Russia               |
| Egidijus Kūris                        | Lituania             |
| Iulia Antoanella                      | Romania              |
| Branko Lubarda                        | Serbia               |
| Carlo Ranzoni                         | Liechtenstein        |
| Mārtiņš Mits                          | Lettonia             |
| Armen Harutyunyan                     | Armenia              |
| Stéphanie Mourou-Vikström             | Principato di Monaco |
| Georges Ravarani                      | Lussemburgo          |
| Gabriele Kucsko-Stadlmayer            | Austria              |
| Pere Pastor Vilanova                  | Andorra              |
| Alena Poláčková                       | Slovacchia           |
| Pauline Koskelo                       | Finlandia            |
| Georgios Serghides                    | Cipro                |
| Marko Bošnjak                         | Slovenia             |
| Tim Eicke                             | Regno Unito          |
| Lətif Hüseynov                        | Azerbaigian          |
| Jovan Ilievski                        | Macedonia del Nord   |
| Jolien Schukking                      | Paesi Bassi          |
| Péter Paczolay                        | Ungheria             |
| Lado Chanturia                        | Georgia              |
| María Elósegui                        | Spagna               |
| Ivana Jelić                           | Montenegro           |
| Gilberto Felici                       | San Marino           |
| Arnfinn Bårdsen                       | Norvegia             |
| Darian Pavli                          | Albania              |
| Erik Weennerström                     | Svezia               |
| Raffaele Sabato                       | Italia               |
| Saadet Yüksel                         | Turchia              |
| Lorraine Schembri Orland              | Malta                |
| Anja Seibert-Ohr                      | Germania             |
| Peeter Roosma                         | Estonia              |
| Ana Maria Guerra Martins              | Portogallo           |
| Mattias Guyomar                       | Francia              |
| Ioannis Ktistakis                     | Grecia               |
| Andreas Zünd                          | Svizzera             |

## Ex membri del Consiglio d'Europa
Il 16 settembre 2022 la Russia ha cessato di essere parte del Consiglio d'Europa e, conseguentemente, della Convenzione europea dei diritti dell'uomo.
In precedenza, grazie a una legge promulgata il 14 dicembre 2015 dal presidente Vladimir Putin, le decisioni della Corte erano state subordinate alla Costituzione della Federazione Russa.